# Can Pujató (Riudarenes)
Can Pujató és una casa de Riudarenes (Selva) inclosa a l'Inventari del Patrimoni Arquitectònic de Catalunya.

## Descripció
Es tracta d'un edifici de construcció senzilla, compost per una planta rectangular i un pis superior. És una casa amb teulada a dues vessants però amb la part esquerra escapçada, deixant el teulat amb caiguda a la façana. L'entrada queda ensotada i s'accesdeix a l'edifici a través d'una ecaleta. La llinda de la porta principal té la inscripció de 1794. Pel que fa a la resta de les obertures són amb llinda, brancals i ampit de pedra monolítica. N'hi ha tres al pis superior i una de petita a la planta baixa. L'interior de l'edifici està totalment reformat. A la part posterior té un gran jardí.

## Història
A partir de 1747 s'inicià la construcció del nucli urbà de l'Esparra, fins llavors només constituït per l'església, la rectoria mas Masferrer. Va ser aquest any que Antoni Masferrer va vendre un tros de terra per 300 lliures a Esteve Clos incloguent una sèrie de condicions sobre les normes d'edificaió. Allí s'hi va construir el mas Pujató. l'any 1760, Masferrer va vendre dos trossos més de terra que donaren lloc a Can Periques i a cal jornaler. Més tard, el 1774 encara en vengué un altre de l'anomenat camp de la plaça que va donar lloc a can Roquet.
L'edifici estava en ruïnes i va ser totalment reconstruït l'any 1988, es van conservar les pedres de les llindes per recolocar-les.